# José Luis Cuevas
José Luis Cuevas González (* 24. února 1995 Tijuana) je mexický zápasník – judista.

## Sportovní kariéra
Vrcholově se připravuje v Ciudad de México ve sportovním tréninkovém centru CONADE pod vedením kubánských a mexických trenérů. V mexické mužské reprezentaci se pohybuje od roku 2013 v těžké váze nad 100 kg. V roce 2016 se na olympijské hry v Riu nekvalifikoval.

### Vítězství na mezinárodních turnajích
- 2014 - 1x světový pohár (Miami)
- 2016 - 1x světový pohár (Santiago)

## Výsledky
| Olympijské hry          |     |     |     | —  |   |    |     |  |  |  |  |  |  |  |  |  |  |  |  |  |  |  |  |
| Mistrovství světa       | —   | —   | úč. |    | — | —  |     |  |  |  |  |  |  |  |  |  |  |  |  |  |  |  |  |
| Panamerické hry         |     |     | 3.  |    |   |    |     |  |  |  |  |  |  |  |  |  |  |  |  |  |  |  |  |
| Panamerické mistrovství | —   | úč. | 5.  | 3. | — | —  | úč. |  |  |  |  |  |  |  |  |  |  |  |  |  |  |  |  |
| Středoamerické a k. hry |     | 5.  |     |    |   | 3. |     |  |  |  |  |  |  |  |  |  |  |  |  |  |  |  |  |
| MS juniorů              | úč. | úč. | úč. |    |   |    |     |  |  |  |  |  |  |  |  |  |  |  |  |  |  |  |  |